# Wallstadt

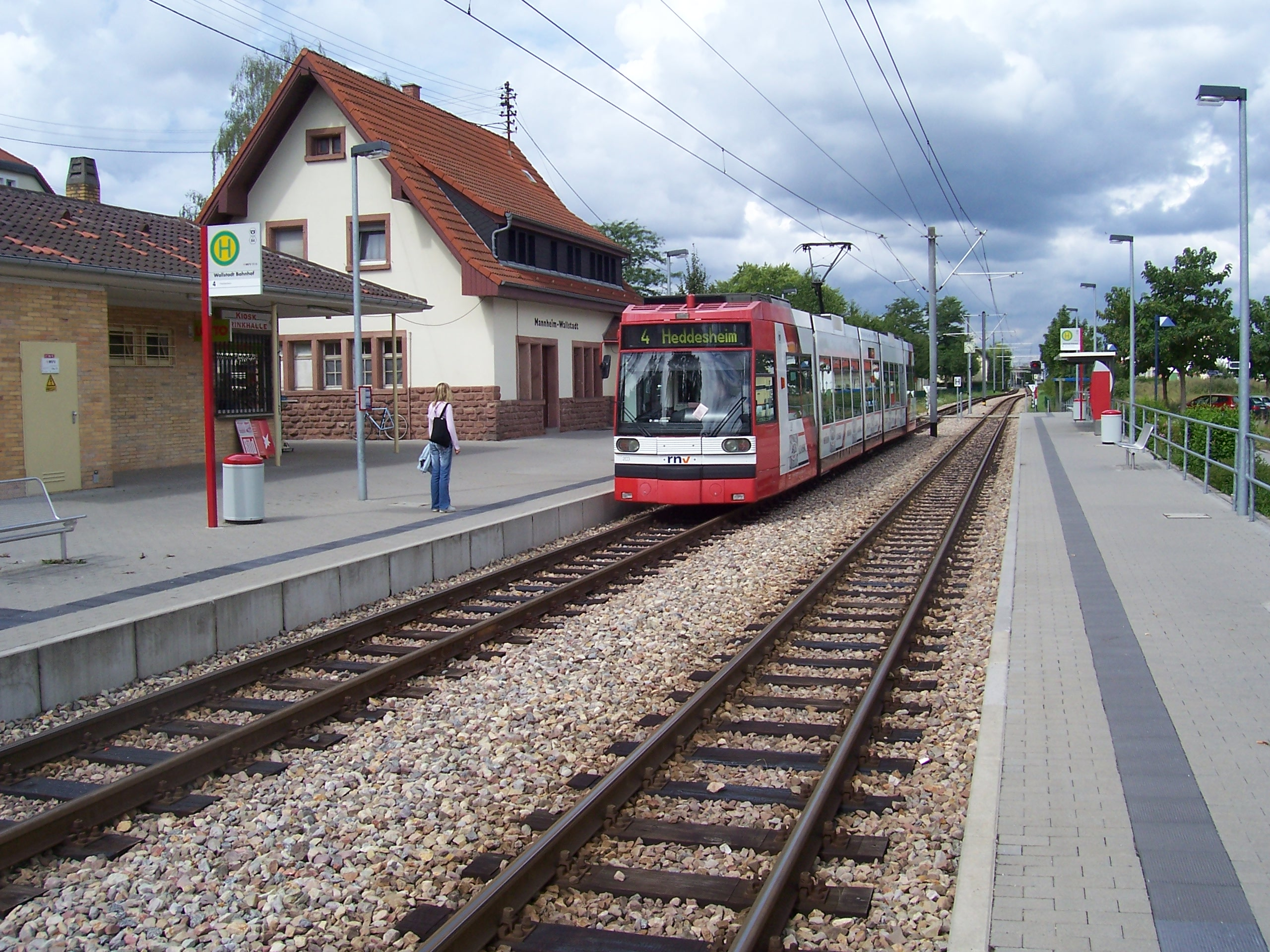
Haltestelle Wallstadt Bahnhof

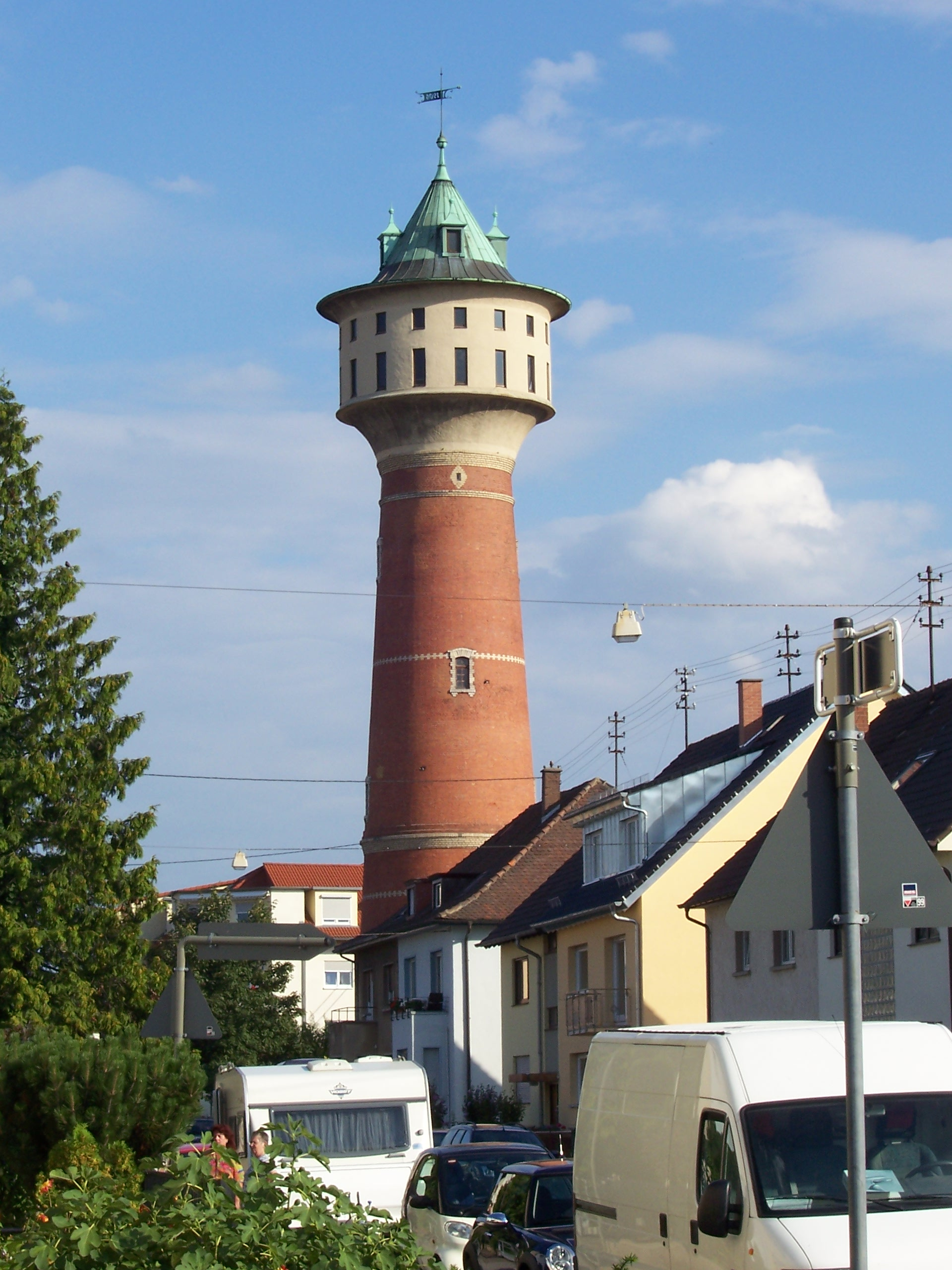
Der Wasserturm in Wallstadt

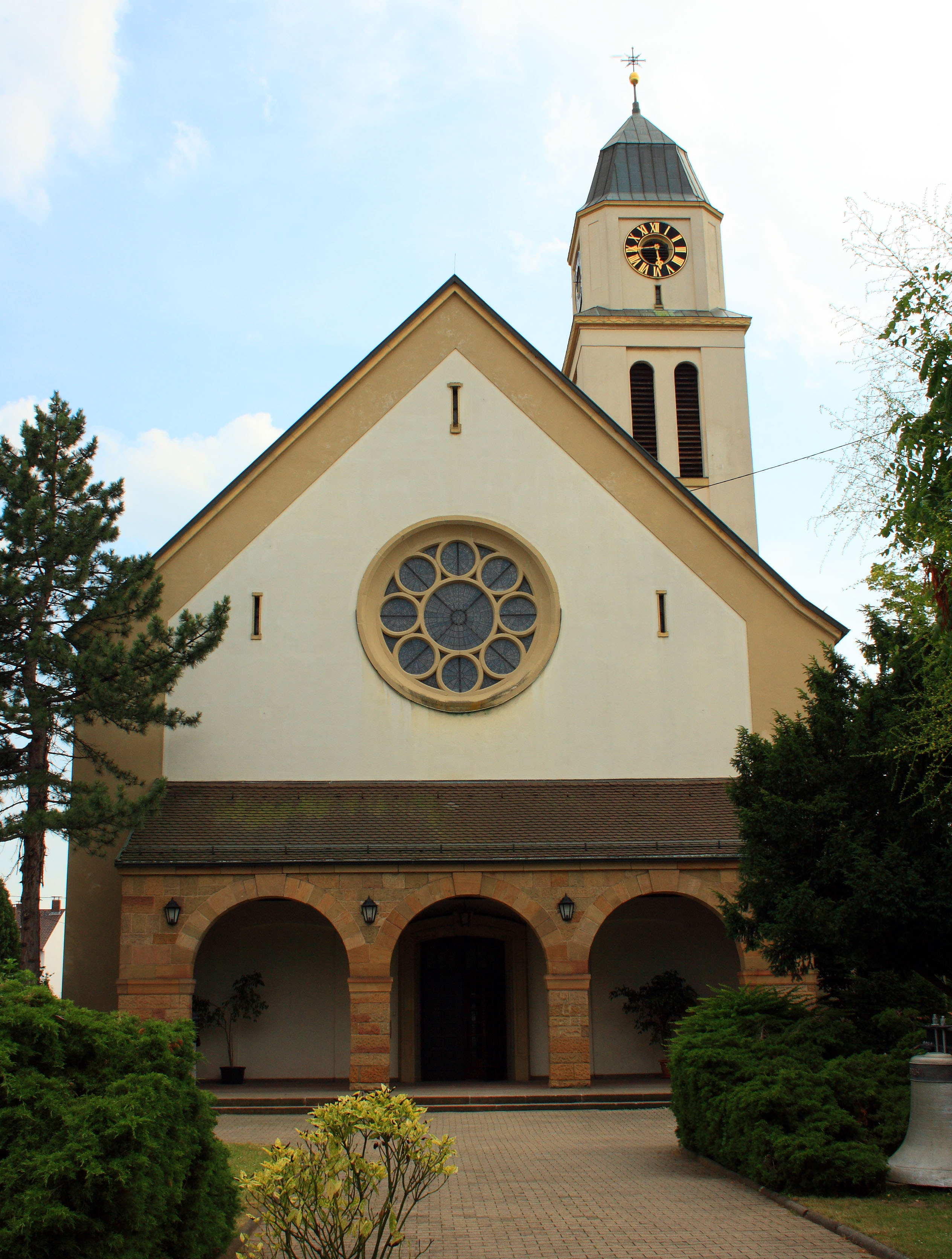
Christ-König-Kirche

Wallstadt ist ein Stadtteil von Mannheim im Rhein-Neckar-Dreieck und bildet darüber hinaus auch den Stadtbezirk Wallstadt. Außer Wallstadt selbst gehört auch der östlich gelegene Ort Straßenheim zum Stadtteil.

## Geografie
Wallstadt liegt im Osten Mannheims. Angrenzende Stadtbezirke sind Feudenheim und Vogelstang. Im Norden befindet sich das hessische Viernheim und östlich liegt Heddesheim, das zum Rhein-Neckar-Kreis gehört.

## Geschichte
Am 8. März 766 wurde Wallstadt erstmals unter dem Namen Walahastath im Lorscher Codex erwähnt.  Am 11. Juli 788 wird in einer Schenkungsurkunde ein Sulpicius-Patronat in Wallstadt erwähnt; der Heilige Sulpicius (615–647) war Bischof (624–627) von Bourges in Frankreich. 1369 war die erste überlieferte Erwähnung des Schultheißen-Amtes für Wallstadt. 1386 wurde die Petrusgemeinde erstmals urkundlich erwähnt. 1430 wurden ersten Gerichtsleute namentlich erwähnt: H. Mark (Schultheiß), Merkel Mark, Hans Meffrit und Hermann Meffrit. 1457 verkaufte Bernhard Schwende sein Gut in Wallstadt an Hans Wambold, der in Wallstadt ein „Schlösschen“ erbaute und mit seinem Wappen zierte. 1496 wurden die kirchenrechtlichen Verhältnisse der Petrusgemeinde in einem Visitationsbericht (Wormser Synodale) dokumentiert. Kurfürst Ottheinrich führte 1556 die Reformation durch. Am 6. April 1586 wurde das reformierte Pfarrhaus verkauft, weil es keinen Geistlichen mehr gab. Im Kaufvertrag wird als Anrainer unter anderem der Schultheiß Wendelin Neuzenhölzer genannt. 1617 wurden in einem Berain (Zusammenstellung zinspflichtiger Grundstücke) als Gerichtsleute erwähnt: Gabriel Mattenclos (Schultheiß), Valtin Ihle (Schultheißanwalt) Balth. Schaff, H. Treiber, Peter u. Gg. Odenwald, Phil. Wirtwein, Bastian Hiltmann und Nickel Karg.
Während des Dreißigjährigen Kriegs zerstörte Tilly 1622 Mannheim und die umliegende Orte. Wallstadt wurde völlig zerstört, von der Kirche blieb lediglich der Turm stehen. Die Überlebenden flüchteten in die weniger zerstörten Nachbargemeinden Feudenheim und Käfertal. Die Kurpfalz kam zu Bayern, wurde also katholisch. 1633 eroberten die Schweden die Pfalz und stellten den reformatorischen Glauben wieder her. Zahlreiche Scharmützel verursachten katastrophale Zerstörungen und große Bevölkerungsverluste. In Wallstadt gab es nur noch 6 Einwohner, und bei Kriegsende 1648 war Wallstadt völlig entvölkert, denn der einzige Überlebende (Schultheiß Valtin Ihle) zog nach Feudenheim um.
In der Nachkriegsjahrzehnten bemühte sich Kurfürst Karl Ludwig 1650 zogen vier Wallonen-Familien nach Wallstadt, von denen zwei zunächst Mannheimer Bürger waren. Es zogen auch noch mehrere Franzosen und Holländer zu. Die Flüchtlingsbevölkerung fluktuierte aber stark und hat sich über 1689 hinaus kaum gehalten. 1671 gab es wieder 20 Familien (7 reformierte, 11 katholische, 2 lutherische). 1674–1675 fielen die Franzosen unter General Turenne ein und verwüsteten die ganze Pfalz. 1688–1697 während des Pfälzischen Erbfolgekriegs, auch Orléansscher Krieg genannt, verwüsteten die Franzosen unter General Mélac 1688/89 und 1692/93 erneut die Pfalz. Insbesondere französische Glaubensflüchtlinge flohen vor ihren katholischen Landsleuten nun weiter ostwärts.
Danach gab es in Wallstadt nur noch 10 Familien, aber bereits 1707 wieder 19 Familien (7 reformierte und 12 katholische). Wegen der verheerenden Kriege des 17. Jahrhunderts waren viele Wallstadter in Nachbarorte geflohen und dort geblieben, hatten aber ihren Grundbesitz (Eigentum oder Erbpacht) behalten. Das erklärt auch die relativ hohe Zahl der Ausmärker (auswärtige Besitzer von Grund) in Wallstadt.
1706 wurde die Ruine der Petruskirche den Reformierten zugesprochen. Ein Jahr später im Erlass vom 29. März wurde die Schule den Reformierten zugesprochen. Jedoch muss es bereits vor der Reformation eine Schule gegeben haben, denn ansonsten wäre 1586 das reformierte Pfarrhaus nicht verkauft, sondern als Schule genutzt worden. 1714 hatten die Katholiken einen ständigen Lehrer, was vorübergehend auch schon vor der Kirchenteilung der Fall war. 1722 gab es 16 namentlich bekannte Einwohner-Familien: Joh. Annamayer (Schultheiß), H. Gg. Apfel, C. Back, Franz Barbe, H. Gg. Bauer, Joh. Burgerth, Gg. Dresel, Joh. Dresel, L. Feldner, Peter Gallier, Seb. Hock, Joh. Lieboner, Gg. Muth, Gg. Mich. Pfeiffer, Nic. Sohn und Nic. Trobmann.
1736 wurde eine katholische Schule gebaut. Bis 1767 wurde die katholische St.-Oswald-Kirche errichtet. Im gleichen Jahr wurde das altersschwache reformierte Schulhaus durch einen Neubau ersetzt. 1789–1791 wurde die reformierte Petruskirche wiederaufgebaut, die zwar seit dem Dreißigjährigen Krieg weitgehend zerstört war, bei entsprechendem Wetter trotzdem noch benutzt wurde. 1793 wurde die baufällig gewordene katholischen Schule durch einen Neubau ersetzt. 1796 verkaufte Philipp Franz von Wambolt für 48.500 Gulden das Wambold’sche Schlösschen an die Herren Helmrich (Schultheiß von Wieblingen) und Johann Sohn (Feudenheim) – die beiden Erwerber waren miteinander verschwägert. 1798 bekam die katholische St.-Oswald-Kirche eine Empore. Zwei Jahre später wurde die Kirche erweitert.
Mit der Auflösung der Pfalz kam Wallstadt 1803 mit dem Bezirksamt Ladenburg zur Markgrafschaft Baden (ab 1806 Großherzogtum). 1813–1815 während der Befreiungskriege hatte Wallstadt zahlreiche Einquartierungen und Truppendurchzüge. So waren etwa ab November 1814 für fünf Monate rund 12.000 österreichische Soldaten einquartiert. 1820 wurde ein evangelisches Schulhaus mit Lehrerwohnung in der Atzelbuckelstraße gebaut. 1834 wurde das katholische Schulhaus renoviert und erweitert. 1838 baute man das Rathaus, das heute Sitz des Bürgerdienstes ist.
An der Republikanischen Befreiungsbewegung 1848/49 waren auch Wallstadter Bürger beteiligt. Zwei Bürger wurden zu Zuchthausstrafen verurteilt, ein weiterer, namentlich bekannt, ist 1849 in Mannheim gefallen. 1856 wurde die katholische Schule ins Untergeschoss des Rathauses verlegt. Durch Zusammenschluss der Ämter Mannheim und Ladenburg kam Wallstadt 1863 zum Badischen Bezirksamt Mannheim.
Im Deutsch-Französischen Krieg 1870 hatte Wallstadt 40 Kriegsteilnehmer, von denen zwei fielen. 1876 wurde die Simultanschule im Rathaus untergebracht. 1868–1872 wurde die evangelische Petruskirche, unter teilweiser Einbeziehung alter Bausubstanz (Turm) und mit zwei neuen Glocken, die durch „Kanonenbronze“ (Spende des Großherzoges aus der Kriegsbeute des Siebziger Krieges) weitgehend bezahlt werden konnten, neu erbaut. 1887 wurde der heutige Friedhof außerhalb des Ortes neu angelegt. Der alte Gemeinschaftsfriedhof (für alle Konfessionen) um die evangelische Petruskirche wurde nach mehr als 1.000 Jahren geschlossen.
Bis 1898 wurde die heutige Simultanschule an der Römerstraße gebaut. 1904 bekamen die Katholiken durch die Errichtung einer eigenen Kuratie erstmals seit der Reformation wieder eigene Geistliche. Im gleichen Jahr wurde die alte katholische Schule neben dem Rathaus abgerissen. Mit der Errichtung eines „exponierten Vikariats“ bekam die evangelische Kirchengemeinde seit Jahrhunderten erstmals wieder einen eigenen Geistlichen. Zuvor wurde Wallstadt von Feudenheim betreut. 1909 verband eine Bahnlinie Wallstadt direkt mit Mannheim. 1911 wurde das evangelische Pfarrhaus an der Atzelbuckelstraße erbaut. 1911–1914 wurde die katholische Herz-Jesu-Kirche an der Römerstraße errichtet, weil das alte St.-Oswald-Kirchlein für die große Zahl der Gläubigen zu klein geworden war. 1912 wurden die Katholiken Straßenheims vom Pfarrverband Ladenburg losgelöst und mit der katholischen Kirchengemeinde Wallstadt vereint.
Im Ersten Weltkrieg fielen 61 Wallstadter. 1918 wurde die evangelische Kirchengemeinde zur Pfarrei erhoben. 1921 wurde die alte katholische Kirche St. Oswald zu einem Wohn- und Geschäftshaus umgebaut. Die katholische Kirchengemeinde erwarb 1926 das Gasthaus „Zur Krone“ und verwendete den Saal als Gemeindesaal. Im selben Jahr wurde das evangelische Gemeindehaus an der Atzelbuckelstraße gebaut. 1928 errichtete man das katholische Schwesternhaus. Am 1. Juli 1929 fand die Eingemeindung des Dorfes Wallstadt zur Stadt Mannheim statt. 1935 erhielt das Schulhaus einen Erweiterungsflügel.
Im Zweiten Weltkrieg kamen 114 Wallstadter an der Front ums Leben. Außerdem wurden durch Fliegerbomben 10 Zivilisten getötet. In der Nacht vom 5. auf den 6. September 1943  wurde die katholische Kirche von Phosphor-Brandbomben (nicht löschbar) getroffen und das Kirchengebäude brannte weitgehend aus. 1945 wurde ein Teil des Mannheimer Kinderkrankenhauses in den neuen Schulhaus-Flügel ausgelagert.
Am 17. Dezember 1950 wurde die wiederaufgebaute katholische Kirche geweiht und erhielt dabei den Namen „Christ-König“. Aufgrund der Eingemeindung gab es seit 1929 im Dekanat Mannheim zwei katholische Kirchen mit dem Namen Herz-Jesu, weshalb die jüngere Kirche in Wallstadt deshalb nun den neuen Namen erhielt. Die katholische Pfarrkuratie wurde 1955 zur Pfarrei erhoben. 1957 baute man das neue größere Gemeindehaus in der Königshofer Straße. Zwei Jahre darauf wurde das katholische Gemeindehaus in der Oswaldstraße abgerissen und neu erbaut. 1964 wurde das katholische Jugendheim gebaut. 1965 erhielt die Schule eine Turnhalle. 1970 wurde das Gebäude der ehemaligen Oswald-Kirche ganz abgebrochen. Lediglich die Portalfassung wurde in das neu errichtete Gebäude (Volksbank) integriert. Durch das Neubaugebiet „Wallstadt Südwest“ wuchs die Einwohnerzahl ab 1979. 1997 entstand in Wallstadt-Nord das größte ökologische Neubaugebiet Deutschlands. 2006 feierte die Petrusgemeinde 450-jähriges Jubiläum.
| Einwohnerentwicklung | 1439 | 1577 | 1630 | 1671 | 1722 | 1767 | 1804 | 1852 | 1875 | 1900 | 1925 | 1946 | 1994 | 2005 | 2013 |
| -------------------- | ---- | ---- | ---- | ---- | ---- | ---- | ---- | ---- | ---- | ---- | ---- | ---- | ---- | ---- | ---- |
| Wallstadt            | 48   | 50   | 0    | 70   | 80   | 213  | 328  | 804  | 1031 | 1553 | 2219 | 3276 | 6328 | 7500 | 7871 |

## Politik, Verwaltung
Nach der Hauptsatzung der Stadt Mannheim hat der Stadtbezirk einen Bezirksbeirat, dem 12 dort wohnende Bürger angehören, die der Gemeinderat entsprechend dem Abstimmungsergebnis der Gemeinderatswahl bestellt. Sie sind zu wichtigen Angelegenheiten, die den Stadtbezirk betreffen, zu hören und beraten die örtliche Verwaltung sowie Ausschüsse des Gemeinderats.
| Partei           | 2019 | 2014 | 2009 | 2004 | 1999 | 1994 |
| ---------------- | ---- | ---- | ---- | ---- | ---- | ---- |
| CDU              | 3    | 4    | 5    | 5    | 7    | 5    |
| SPD              | 3    | 4    | 5    | 5    | 4    | 5    |
| GRÜNE            | 1    | 1    | 1    | 0    | 0    | 1    |
| FDP              | 1    | 1    | 1    | 1    | 0    | 0    |
| Mannheimer Liste | 1    | 1    | 0    | 1    | 1    | 1    |
| AfD              | 1    | 1    | -    | -    | -    | -    |

Als einer der elf äußeren Stadtbezirke besitzt Wallstadt ein Gemeindesekretariat, dem örtliche Verwaltungsaufgaben obliegen.

## Kultur und Sehenswürdigkeiten
Die 1875 entstandene Gedichtesammlung „Der Drumbeder vun Wallstadt“ von Max Barack (1831–1901) gibt einen auch heute noch gültigen Einblick in die Wallstadter (Pfälzer) Mundart. Das erste Gedicht „Was ich verzähl' is alles wohr“ beginnt mit:
Ich bin en alder Mussigand.
Mein Vatter war e Bäcker,
Un bin d'rheem im Pälzerland
In Wallstadt üwerm Necker.
Wallstadt hat einen im Jahre 1905 fertiggestellten Wasserturm von 40,43 Metern Höhe. Er gilt als Wahrzeichen Wallstadts und steht unter Denkmalschutz.
Seit 1990 gibt es unter dem Dach des Gesangverein Sängerkreis den Celebration Gospel Choir; Xavier Naidoo war dort aktiv.
Wallstadt verfügt über zwei Kirchen:
die katholische Christ-König-Kirche und die evangelische Petruskirche.
Auf der Bezirkssportanlage Mannheim-Vogelstang/Wallstadt ist die SpVgg Wallstadt heimisch.
Am 2. Wochenende im August findet alljährlich die Wallstadter Kerwe auf dem Rathausplatz statt. Seit der Neugestaltung des Rathausplatzes wird die Kerwe allerdings nun auf dem Gelände des örtlichen Fußballvereines SpVgg Wallstadt ausgetragen. In der Vergangenheit war der Wallstadter Kerweplatz an der Ecke der Mosbacherstraße und Amorbacher Straße, was heutzutage ein Neubaugebiet ist.

## Wirtschaft und Infrastruktur

### Verkehr
Der ehemalige OEG (Oberrheinische Eisenbahn Gesellschaft) Bahnhof Mannheim-Wallstadt trägt heute den Namen Wallstadt Bahnhof und ist Haltestelle der Linien 5A und 15 der RNV (Rhein Neckar Verkehr) Straßenbahn Mannheim/Ludwigshafen. Eine weitere Straßenbahnlinie (Linie 7) pendelt zwischen dem Stadtteil Vogelstang und Ludwigshafen über die Mannheimer Innenstadt. Deren etwa 50 m außerhalb des Wallstadter Ortseingangs gelegene Haltestelle „Kiesäcker“ ist fußläufig erreichbar. Mittels dreier Buslinien (50, 57 und 57E) besteht für Wallstadt ebenfalls Anbindung an das öffentliche Personennahverkehrsnetz.

## Persönlichkeiten
- Georg Friedrich Freiherr von Zentner (1752–1835), Rechtsgelehrter und Staatsmann
- Willi Menz (1923–2020), Polizeipräsident von Mannheim; in Wallstadt geboren
- Xavier Naidoo (* 1971), Sänger